# Jevgenij Tomasjevskij
Jevgenij Tomasjevskij, född 1 juli 1987 i Saratov, är en rysk schackspelare och stormästare. 
2001 vann han ryska U18-mästerskapen i Rybinsk med 9 poäng av 10. 2004 kom han tvåa i U18-världsmästerskapen. 2007 kom han tvåa i Aeroflot Open. 2009 vann Tomasjevskij de 10:e Europamästerskapen i schack efter tie-break mot Vladimir Malachov.